# 圖爾卡河 (伊連河支流)
圖爾卡河（俄语：Турка），是俄羅斯的河流，位於該國西部彼爾姆邊疆區，該河流屬於伊連河的左支流，河道全長約72公里，流域面積814平方公里。